# Kura (musicien)
Pour l’article homonyme, voir Kura.
Kura (né Rúben de Almeida Barbeiro, le 21 août 1987 à Leiria) est un producteur et disc jockey portugais de musique electro house. Au fil de sa carrière, Kura publie des chansons à des labels tels que notamment Revealed Recordings, Flashover Recordings, Cr2 Records, et Tiger Records, et est encouragé par des artistes tels que Showtek, Martin Garrix, Dyro, et W&W.

## Biographie
Rúben est né en 1987 à Leiria, au Portugal. À 11 ans, Rúben écoute pour la première fois un album de musique électronique intitulé Fact 2 et éprouve depuis un intérêt pour ce genre musical. Au début des années 2000, il va en soirée et se focalise plus particulièrement sur les genres disco et french touch de Martin Solveig, Modjo, Black Legend, et Daft Punk. En 2005, il joue pour la première fois au club Coconuts de Lisbonne. Il devient DJ résident pendant trois ans au club Bahaus. 
Il se popularise à l'international grâce à son titre Brazil. Par la suite, il produira des chansons pour les labels Revealed Recordings de Hardwell et Armada Music, qui l'aideront à se populariser davantage à l'international. En 2011, il fait paraître son EP au label Revealed Recordings intitulé Ammonia.
En 2013, il compose et publie des chansons à succès telles que Odyssey et Venom au label Tiger Records, et Undefeatable, Roll the Drum, Devious Behaviour et Bumbershoot au label Flashover Recordings. Ces chansons atteindront les classements sur Beatport. En 2014, Kura atteint avec surprise la 42e place du DJ Mag Top 100,. Il remporte également le prix dans la catégorie de « meilleur DJ portugais ». La même année, il annonce son premier album solo Makhor. Le 5 février 2015, Kura participe au Chill Sky Bar aux côtés Budweiser.

## Discographie
- Kura - Russian Guitar (Kaos Records)
- Kura - Take Me Now (Kaos Records)
- Kura and Brito - Delicious (Kaos Records)
- Kura & Phil G - Follow Your Dreams (Exklusive Records)
- Kura - We Keep Moovin
- Kura - Brazil (4Kenzo Recordings)
- Kura - Ammonia (Revealed Recordings)
- Kura feat The Silva & Sinead - Night & Day (4Kenzo Recordings)
- Kura - Dirty Dutch (Cool Beat Records)
- Kura - Here We Go Again (Cool Beat Records)
- Kura - Drop The Beat (Loop 128 Recordings)
- Kura - Love Will Find You (Cr2 Recordings)
- Kura - Default (Cr2 Recordings)
- Kura Vs MAKJ - Galaxy (Juicy Music)
- Kura Vs MAKJ - Old Memories (Juicy Music)
- Kura - Asteroids on Acid (Tiger Records)
- Kura - Odyssey (Tiger Records)
- Kura & Jake Shanahan - Compound (Flashover Recordings)
- Kura - Venom (Tiger Records)
- Kura - Devious Behavious (Flashover Recordings)
- Kura - Roll The Drum (Flashover Recordings)
- Kura - Bumbershoot (Flashover Recordings)
- Kura - Jengo
- Kura - Sabotage (Trice Recordings (Armada Music))
- Kura & Halfway House - Blackmail (Flashover Recordings)
- Kura & John Christian - Kratos (Flashover Recordings)
- Kura - Makhor (Revealed Recordings)
- Kura - Blow Out (Oxygen Recordings (Spinnin' Records))
- Kura feat Sarah Mount - Collide (Oxygen Recordings (Spinnin' Records))
- Sidney Samson & Kura - Kamikaze (Free Download)
- Kura - Namek (Oxygen Recordings (Spinnin' Records))
- Kura & Tony Junior - King Kong (Wall (Spinnin'))
- Kura - Kubano (Doorn Records (Spinnin')
- Hardwell & Kura - Calavera (Revealed recordings)
- Kura - Bounce (Revealed Recordings)
- Kura - Skank (Revealed Recordings)